# Epidesma obliqua
Epidesma obliqua är en fjärilsart som beskrevs av William Schaus 1898. Epidesma obliqua ingår i släktet Epidesma och familjen björnspinnare. Inga underarter finns listade i Catalogue of Life.